# Madoryx bubastus
Madoryx bubastus är en fjärilsart som beskrevs av Pieter Cramer 1777. Madoryx bubastus ingår i släktet Madoryx och familjen svärmare. Inga underarter finns listade i Catalogue of Life.

## Bildgalleri

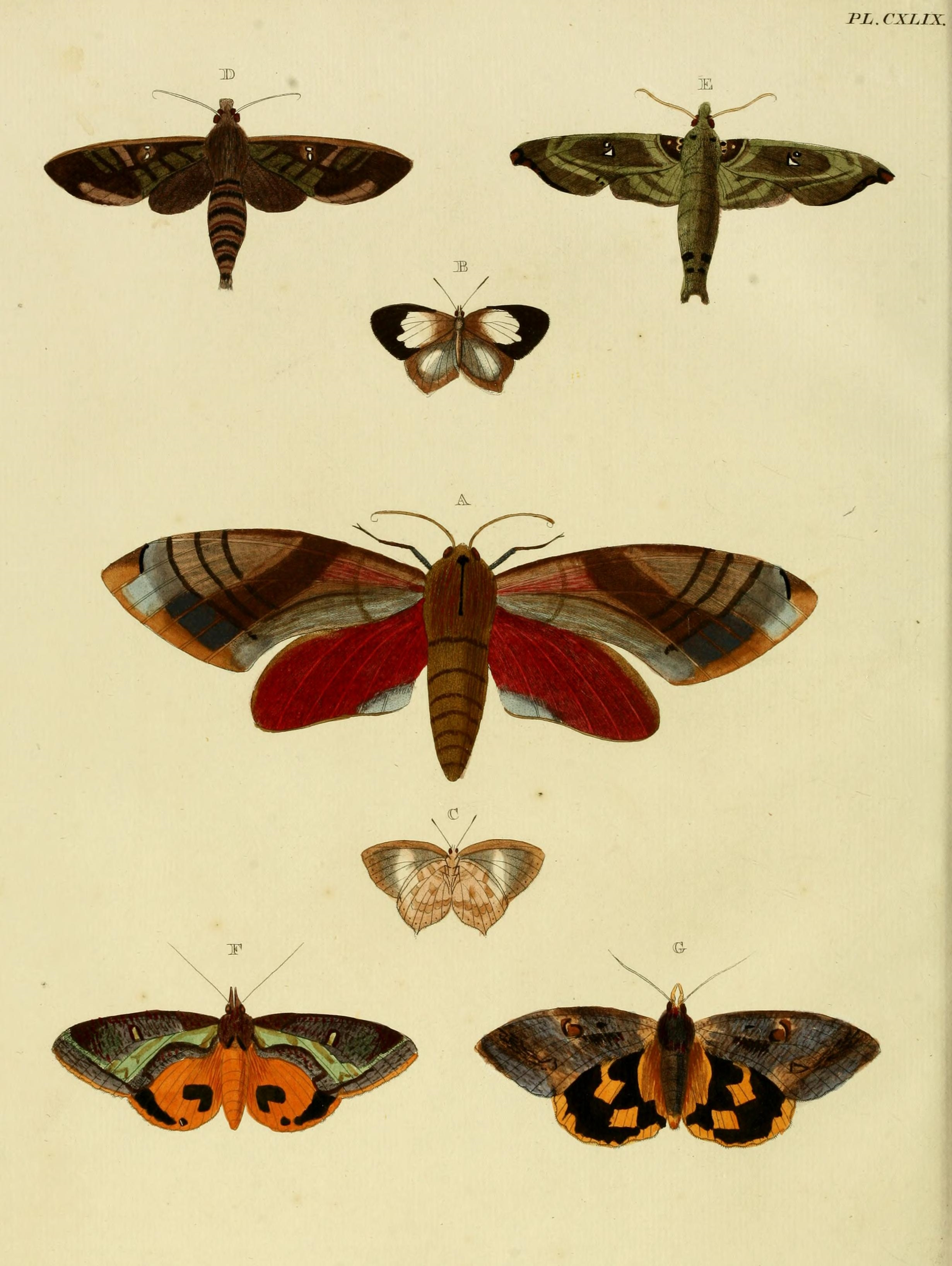